# Frankie Randall
Frankie Billy Randall (* 25. September 1961 in Birmingham, Alabama; † 23. Dezember 2020 in Morristown, Tennessee) war ein US-amerikanischer Profiboxer im Halbweltergewicht. Er war Weltmeister der WBC und zweifacher Weltmeister der WBA.

## Amateurkarriere
Frankie Randall gewann als Amateur 263 von 286 Kämpfen. Sein größter Erfolg war der zweite Platz bei der US-amerikanischen Olympiaqualifikation 1980 in Atlanta. Die Olympischen Spiele 1980 in Moskau wurden jedoch von den USA boykottiert.

## Profikarriere
Frankie Randall stand den Großteil seiner Karriere bei Don King unter Vertrag und wurde von Aaron Snowell trainiert. Er bestritt sein Profidebüt am 4. Februar 1983. Bis 1994 gewann er 48 von 51 Kämpfen, bei zwei Niederlagen gegen Edwin Rosario und Primo Ramos, sowie einem Unentschieden gegen Freddie Pendleton, den er jedoch in einer vorherigen Begegnung besiegt hatte. Zu seinen bis dahin geschlagenen Gegnern zählten Sammy Fuentes und Rodolfo Aguilar, zudem konnte er sich in einem Rückkampf gegen Edwin Rosario durchsetzen.
Am 29. Januar 1994 besiegte er völlig überraschend den in 90 Profikämpfen ungeschlagenen WBC-Weltmeister Julio César Chávez durch Split Decision nach Punkten (113:114, 116:111, 114:113). In der elften Runde erzielte Randall zudem den bis dahin ersten Niederschlag in der Karriere von Chávez, welcher überdies wegen Tiefschlägen mit zwei Punktabzügen bestraft wurde. Den Rückkampf am 7. Mai 1994 verlor Randall umstritten durch eine technische Entscheidung in der achten Runde, nachdem der Kampf aufgrund einer Cutverletzung über dem rechten Auge von Chávez, verursacht durch einen unbeabsichtigten Kopfstoß von Randall, abgebrochen worden war. Randall hatte aufgrund des Kopfstoßes einen Punktabzug erhalten, was Chávez den knappen Sieg nach Punkten einbrachte. Ohne dem Punktabzug hätte der Kampf nach Auswertung der Punktezettel unentschieden geendet, wodurch Randall Weltmeister geblieben wäre.
Doch schon in seinem nächsten Kampf am 17. September 1994 besiegte er Juan Martin Coggi (Kampfbilanz: 67-2) einstimmig nach Punkten und wurde dadurch neuer WBA-Weltmeister. Coggi ging dabei im Kampfverlauf dreimal zu Boden. Im Dezember 1994 verteidigte er den Titel durch TKO in der siebenten Runde gegen Rodney Moore, welcher im Mai 1993 WM-Herausforderer von Charles Murray gewesen war. Im Juni 1995 gewann Randall eine weitere Titelverteidigung nach Punkten gegen Jose Rafael Barboza, welcher im August 1993 WM-Herausforderer von Juan Martin Coggi war.
Am 13. Januar 1996 verlor er den WBA-Titel in einem Rückkampf an Juan Martin Coggi. Erneut hatte ein unbeabsichtigter Kopfstoß durch Randall zu einem Kampfabbruch in Runde 5 geführt, wobei Coggi zu diesem Zeitpunkt nach Punkten knapp in Führung lag. In einem direkten Rückkampf am 16. August 1996 konnte sich jedoch wieder Randall einstimmig nach Punkten durchsetzen und erneut WBA-Weltmeister werden. Am 11. Januar 1997 verlor er den Titel in der ersten Verteidigung durch eine TKO-Niederlage in der elften Runde (Ringrichterabbruch nach schweren Treffern) an Khalid Rahilou.
Von 1998 bis 2005 bestritt er noch 18 Kämpfe, erzielte dabei jedoch nur fünf Siege. Unter anderem verlor er gegen Michele Piccirillo, Antonio Margarito, Jose Antonio Rivera, Julio César Chávez und Marco Antonio Rubio.

## Tod
Frankie Randall, welcher unter Dementia pugilistica und Parkinson litt, starb am 23. Dezember 2020 im Alter von 59 Jahren in einer Pflegeeinrichtung in Morristown, Tennessee.